# تیس
تیس، روستایی در دهستان وشنام دری بخش مرکزی شهرستان چابهار در استان سیستان و بلوچستان ایران است. روستای تیس در ۵ کیلومتری شمال غربی شهر چابهار قرار دارد.
پیشینهٔ باستانی این روستا به دوران هخامنشیان بازمی‌گردد و آثار تاریخی بسیاری در این روستا وجود دارد.

## پیشینه
«تیس» از روستاهای باستانی ایران با قدمتی حدود بیش از دو هزار سال است و نام آن در کتب مربوط به فتوحات اسکندر آمده است. البته در آخرین پیمایش‌های باستان‌شناختی که در سال ۱۳۹۷ در محوطه تیس انجام شد، اشیایی از دوران پارینه‌سنگی کشف شد که احتمالاً تاریخ تیس را به ده‌ها هزار سال قبل برمی‌گرداند.
تیس یکی از بنادر مهم ایران در دریای مکران در زمان هخامنشیان بوده است و پیشتر به آن تیز می‌گفته‌اند. در آن دوران کالاها از آسیای شرقی و هند به بندر تیس می‌آمده‌اند و به مناطق مختلف خاورمیانه، آسیای میانه و قفقاز فرستاده می‌شدند. تیس در سده‌های اولیهٔ اسلامی نیز بندری مهم بوده است از جمله مقدسی مورخ سده چهارم هجری از رونق این بندر سخن رانده است.
فردوسی از تیس (تیز) در شاهنامه یاد می‌کند. هنگامی که فرمانده جنگ با توران اشکش، همراه با قوم بلوچ به توران حمله می‌کند ودربرگشت به مکران می‌رود:
چو آگاه شد اشکش آمد براه/ ابا لشکری ساخته پیش شاه
همه تیز و مکران بیاراستنند/زهرجای رامشگران خواستند

## جمعیت
بر پایه سرشماری عمومی نفوس و مسکن در سال ۱۳۹۵، جمعیت این روستا برابر با ۶٬۳۴۸ نفر (۷۷۶ خانوار) بوده است.

## رتبه در استان
روستای تیس براساس آخرین آمار سرشماری سال ۹۵ یکی از بزرگ‌ترین روستاهای استان سیستان و بلوچستان است و جمعیت آن از ۲۸ شهر استان بیشتر است که در زیر آمده است.
- منبع:فهرست شهرهای استان سیستان و بلوچستان

| ردیف | نام شهر     | شهرستان     | جمعیت سال ۹۵ |
| ---- | ----------- | ----------- | ------------ |
| ۱    | بنت         | نیکشهر      | ۵٬۸۲۲        |
| ۲    | نگور        | دشتیاری     | ۵٬۶۷۰        |
| ۳    | محمدی       | سراوان      | ۵٬۶۰۶        |
| ۴    | نوک‌آباد     | تفتان       | ۵٬۲۶۱        |
| ۵    | نصرت‌آباد    | زاهدان      | ۵٬۲۳۸        |
| ۶    | بزمان       | ایرانشهر    | ۵٬۱۹۲        |
| ۷    | گشت         | سراوان      | ۴٬۹۹۲        |
| ۸    | علی اکبر    | هامون       | ۴٬۷۷۹        |
| ۹    | اسپکه       | لاشار       | ۴٬۷۱۹        |
| ۱۰   | اسماعیل‌آباد | خاش         | ۴٬۶۸۶        |
| ۱۱   | زرآباد      | زرآباد      | ۴٬۰۰۲        |
| ۱۲   | آشار        | مهرستان     | ۳٬۷۸۶        |
| ۱۳   | بنجار       | زابل        | ۳٬۷۶۰        |
| ۱۴   | ادیمی       | نیمروز      | ۳٬۶۱۳        |
| ۱۵   | محمدآباد    | هامون       | ۳٬۴۶۸        |
| ۱۶   | کتیج        | فنوج        | ۳٬۰۱۶        |
| ۱۷   | پارود       | راسک        | ۲٬۹۹۷        |
| ۱۸   | اسفندک      | سراوان      | ۲٬۹۶۲        |
| ۱۹   | ساربوک      | قصرقند      | ۲٬۴۴۸        |
| ۲۰   | سیرکان      | سراوان      | ۲٬۱۹۶        |
| ۲۱   | سرباز       | سرباز       | ۲٬۰۲۰        |
| ۲۲   | سرجنگل      | زاهدان      | ۱٬۷۹۰        |
| ۲۳   | ریگ ملک     | میرجاوه     | ۱٬۶۸۸        |
| ۲۴   | هیدوچ       | سیب و سوران | ۱٬۶۷۴        |
| ۲۵   | قرقری       | هیرمند      | ۱٬۳۲۹        |
| ۲۶   | پلان        | چابهار      | ۱٬۰۴۴        |
| ۲۷   | ده رئیس     | خاش         | ۷۶۵          |
| ۲۸   | جزینک       | زهک         | ۶۷۶          |

## طبیعت
رودخانه لاوری از میان شهر می‌گذرد و خلیج چابهار در غرب آن قرار گرفته است. بلندی‌های چندی مانند کوه‌های شهباز، پیلبند و لاوری، شهر تیس را احاطه کرده است. این شهر آب و هوای گرم و مرطوب دارد. شهر تیس از مراکز عمده سوزن‌دوزی است که بیشتر از سوی زنان شهر تولید می‌شود. این شهر دژی به نام قلعه پرتغالی‌ها دارد که از دیدگاه دیرینگی و نوع معماری شایان توجه است ولی هم‌اکنون ویرانه‌ای از آن به جای مانده است. در کتاب باستان‌شناسی و تاریخ بلوچستان به نقل از سرتیپ مهدی خان مهندس ایرانی آمده است: «در تیس بسیار دژ خوبی است و یک سوی بدنه دژ وصل به دریاست، قدری ناتمامی دارد که بنُا و عمله در آن مشغول کارند. دیوار بزرگی از سوی دریا کشیده‌اند برای باراندازی وغیره حصن معتبری است واصل دژ نو در روی تپه مرتفعی ساخته شده است.» {سنه۱۲۸۲ هجری}(ش۸)

## دیدنی‌های تیس
قلعه پرتغالی‌ها •  آرامگاه سید غلام رسول •  قلعه بلوچ گت •  قلعه پیروز گت •  غارهای بان مسیتی •  قلعه انوشیروان •  قلعه باتل •  سدهای تیس •  مسجد جامع تیس

### گورستان جن
مکانی دارای سازه‌های سنگی باستانی به شکل گور در نزدیکی تیس قرار دارد که موقعیت آن، در ۳۰۰ متری غرب روستای تیس در شهرستان چابهار و در جنوب قلعه پرتغالی‌ها است. این مکان بر تپه‌ای کم‌ارتفاع مشرف به روستا و پای کوه پیل‌بند قرار دارد. برخی پژوهشگران احتمال می‌دهند این حفره‌ها یا آرامگاه‌های سنگی، حاصل تلاش مردمان کهن برای محافظت از اجساد، یا حتی محلی برای ذخیره آب بوده‌اند.
این محل بنا به خرافات محلی به «گورستان جن» معروف است. برخلاف گورهای عادی که در خاک حفر می‌شوند، گودال‌های مستطیلی این محل در بستر سنگی و صخره‌ای در پای کوه حفر شده‌اند. همچنین اندازهٔ گورهای قبرستان جن تیس بسیار عظیم هستند و هیچ شباهتی به گورستان انسان‌ها ندارند. در گورستان جن‌ها گودالی مستطیلی کامل با ۲۲۵ سانتی‌متر طول و ۱۱۰ متر عرض نیز دیده می‌شود.
قبرستان تیس در واقع از دو بخش مجزا تشکیل شده است؛ یک بخش گورستان محل خاکسپاری درگذشتگان روستای تیس و بخش دیگر همان گورستان جن‌ها است. قدمت قبرستان جن‌ها به سدهٔ ۴ هجری قمری و دورهٔ صفوی بازمی‌گردد. بلوچ‌ها به این مکان «جن سنط» یا گورستان جن نیز می‌گویند. این قبرستان در سال ۱۳۸۶ با شماره ۱۹۷۶۹ به‌عنوان یکی از آثار ملی ایران به ثبت رسیده است.
برخی در میان مردم محلی باور دارند که این قبرها محل دفن اجنه بوده و در شب، ارواح آن‌ها بر سر مردگان خود مویه می‌کنند. ورود شبانه به این گورستان به‌باور اهالی، نفرین و مرگ را به‌دنبال دارد.
این قبرستان، که بلوچ‌ها آن را «جن سَنط» می‌نامند، قدمتی حداقل تا دوره صفویه (سده ۴ هجری قمری) دارد و در سال ۱۳۸۶ در فهرست آثار ملی ایران به ثبت رسیده است. گورهای سنگی این محوطه برخلاف معمول، نه در خاک بلکه در بستر صخره‌ای و دامنه کوه حفاری شده‌اند و برخی از آن‌ها بیش از دو متر طول دارند.